# Hussam Abu Safiya
Hussam Idris Abu Safiya (en árabe: حسام إدريس أبو صفية‎, romanizado: Ḥusām Idrīs Abū Ṣafīyah; Jabalia, 21 de noviembre de 1973) es un pediatra y neonatólogo palestino que se desempeñó como director del Hospital Kamal Adwan en la Franja de Gaza desde febrero de 2024 hasta su evacuación en diciembre de 2024. Después de que las Fuerzas de Defensa de Israel (FDI) asaltaran el hospital, Abu Safiya fue arrestado.

## Biografía

### Infancia y estudios
Abu Safiya nació en el seno de una prominente familia árabe que vivía en el campo de refugiados de Jabalia, en la gobernación de Gaza del Norte. Su familia era originaria de la ciudad palestina de Hamama, pero se habían visto obligados a huir tras ser destruida por las FDI durante la guerra árabe-israelí de 1948. Tras completar su educación obligatoria, Abu Safiya se trasladó a Kazajistán, donde completó sus estudios de medicina. Allí conoció a una mujer kazaja, Elbina, y se casó con ella. Tras graduarse en la universidad, Abu Safiya y su esposa regresaron a Gaza en 1996 y se establecieron en Jabalia.
Abu Safiya se especializó en pediatría y neonatología, obtuvo un máster y aprobó los exámenes de la Junta Palestina. Comenzó a trabajar como médico para el Ministerio de Salud de Gaza y luego se convirtió en jefe del departamento de pediatría del Hospital Kamal Adwan en Beit Lahia, un importante hospital que atiende al norte de Gaza. En febrero de 2024, se convirtió en director del hospital, reemplazando a Ahmed al-Kahlout.
Además de su trabajo en el Hospital Kamal Adwan, Abu Safiya también actuó como médico principal de MedGlobal para Gaza.

### Guerra de Gaza

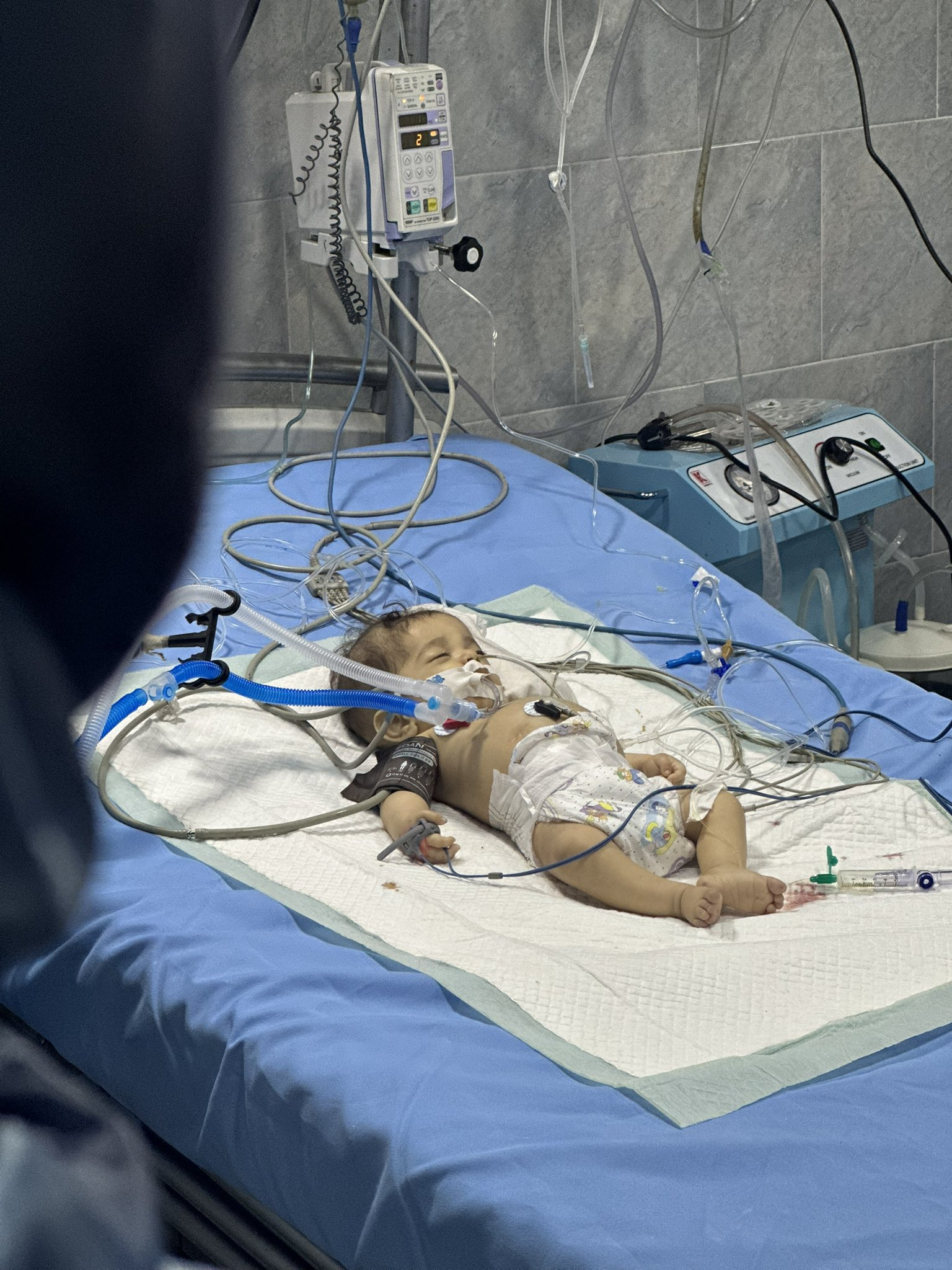
Un bebé muerto durante el asedio al hospital mientras Abu Safiya trabajaba en él en junio de 2024.

Tras el inicio de la guerra de Gaza en octubre de 2023, el Hospital Kamal Adwan comenzó a sufrir múltiples asedios y ataques por parte de las Fuerzas de Defensa de Israel (FDI), a partir de diciembre de 2023. Debido a los frecuentes bombardeos, Abu Safiya y su familia se mudaron al hospital de forma permanente. A pesar de la escasez de suministros y energía, Abu Safiya pudo aumentar la capacidad del hospital de 120 a 200 camas durante la guerra. Las FDI afirmaron que el hospital albergaba a miembros de Hamás, y Abu Safiya fue interrogado en al menos cuatro ocasiones por soldados israelíes.
El hospital fue objeto de ataques y asedios por parte de las FDI en diciembre de 2023 y mayo de 2024. En octubre de 2024, el hospital fue objeto de bombardeos casi constantes que duraron hasta diciembre de 2024. El 25 de octubre, fue arrestado y detenido brevemente antes de ser liberado; ese mismo día, su hijo Ibrahim, de 15 años, murió en un ataque con aviones no tripulados isarelíes en la entrada del hospital. Posteriormente se publicaron imágenes aéreas de Abu Safiya realizando los ritos funerarios de su hijo en el patio del hospital. Entre noviembre de 2024 y su arresto al mes siguiente, comenzó a documentar la vida diaria en el hospital en Instagram.
El 23 de noviembre de 2024, resultó herido por un ataque con drones contra el hospital cuando se dirigía a su consultorio tras una operación. Sufrió seis heridas de metralla en la pierna. A pesar de sus heridas y de las difíciles condiciones del hospital, Abu Safiya y su familia rechazaron las ofertas de las fuerzas israelíes para abandonar el hospital antes de su evacuación definitiva.

### Evacuación del hospital y arresto
En diciembre de 2024, varios medios de comunicación internacionales lo entrevistaron; el 23 de diciembre, dijo a la cadena estadounidense NBC News que los disparos de francotiradores israelíes y los proyectiles de tanques habían dañado la guardería y la sala de maternidad del Hospital Kamal Adwan, entre otras instalaciones.
El 27 de diciembre, las FDI llevaron a cabo una evacuación forzosa del personal y los pacientes del hospital. Se difundieron imágenes de Abu Safiya saliendo del hospital y acercándose a un tanque israelí, donde estrechó la mano de un soldado y declaró que no quedaba nadie en el hospital antes de entrar en el tanque. El Ministerio de Salud de Gaza informó de que había sido trasladado a un centro de detención para ser interrogado. Las FDI informaron que 240 personas habían sido detenidas tras la evacuación del hospital, describiéndolo como un «bastión terrorista de Hamás». Las mujeres que se encontraban en el hospital, incluida la esposa de Abu Safiya, fueron evacuadas al Hospital Indonesio, y el Hospital Kamal Adwan fue declarado fuera de servicio. Miembros del personal médico liberado tras el ataque al hospital Kamal Adwan denunciaron que les golpearon y les obligaron a caminar desnudos hacia el sur de la Franja. Tras la destrucción del hospital, del que las tropas israelíes aseguraron que ya no volvería a funcionar jamás, solo quedaba un pequeño hospital semioperativo para todo el norte de la Franja de Gaza, el hospital al-Awda de Jabalia. Por su parte la Organización Mundial de la Salud (OMS) alertó de que el hospital Kamal Aduan, el último operativo en el norte de la Fanja de Gaza, había quedado fuera de servicio lo que supone un gran peligro para la vida de los 75.000 palestinos que aún permanecen en la zona.
El 2 de enero de 2025, la ONG, Physicians for Human Rights - Israel, presentó una solicitud en nombre de su familia solicitando información sobre su paradero. Tras afirmar inicialmente que no tenía «ninguna indicación» de que Abu Safiya hubiera sido arrestado o detenido, el 3 de enero las FDI confirmaron que estaba siendo investigado por sospecha de «ostentar un cargo» dentro de Hamás. Si bien no se compartió la ubicación de Abu Safiya, las organizaciones defensoras de los derechos humanos Front Line Defenders y Euro-Mediterranean Human Rights Monitor informaron que los testimonios de varios detenidos palestinos sugerían que, después de ser interrogado y golpeado inicialmente en un sitio en Al-Fakhura en Jabalia, Abu Safiya había sido llevado al campo de detención de Sde Teiman en el Néguev, y que su salud había empeorado significativamente desde su detención. Los detenidos que habían trabajado con Abu Safiya en el Hospital Kamal Adwan negaron que éste hubiera sido miembro de Hamás.
El 9 de enero de 2025, Abu Safiya asistió a una audiencia judicial en el Tribunal de Magistrados de Ascalón, donde su detención se prorrogó hasta el 13 de febrero. El Centro Al Mezan de Derechos Humanos informó de que se le había prohibido acceder a un abogado hasta el 22 de enero y que ni él ni su familia habían sido informados de que asistiría a una audiencia.
El 11 de febrero de 2025, después de varios meses detenido, se le permitió por primera vez reunirse con su abogado en la prisión de Ofer, ubicada en la Cisjordania ocupada. Durante su entrevista, denunció que lo habían sometido a diversas formas de tortura y abusos, como desnudarle a la fuerza, encadenarlo fuertemente y obligarlo a sentarse sobre grava afilada durante horas. También sufrió agresiones físicas violentas, como palizas con porras y descargas eléctricas. Así mismo describió que lo mantuvieron en régimen de aislamiento durante 25 días, durante los cuales fue sometido a interrogatorios casi constantes durante diez días. A pesar de múltiples solicitudes de atención médica, las autoridades israelíes le negaron el tratamiento para su afección cardíaca. Su abogado también dijo que el doctor solo recibe una comida al día. Ha perdido 15 kilos y sufre de hipertensión crónica. Uno de sus hijos dijo ayer en un mensaje en redes sociales que es posible que a su padre lo liberen pronto, «ya que no hay cargos en su contra por parte de la Fiscalía israelí». «Todas las acusaciones en su contra han sido rechazadas por falta de pruebas»

## Respuesta internacional
La detención del director del hospital, Husam Abu Safiya, ha sido condenada por múltiples fuentes. Amnistía Internacional pidió su liberación y expresó su preocupación por su bienestar debido al «gran riesgo de tortura y malos tratos». Cientos de trabajadores sanitarios han pedido la liberación de Abu Safiya en las redes sociales. La OMS también expresó su preocupación por los detenidos y señaló el deterioro del estado del sistema de atención sanitaria en Gaza. Las relatoras especiales de la ONU, Francesca Albanese y Tlaleng Mofokeng, condenaron los ataques al hospital Kamal Adwan y la detención de Abu Safiya como «parte de un patrón por parte de Israel de bombardear continuamente, destruir y aniquilar completamente la realización del derecho a la salud en Gaza».
En enero de 2025, el Gobierno gazatí solicitó a la comunidad internacional para que presione a Israel a fin de conseguir la liberación «inmediata y urgente» del director del hospital Kamal Aduan, Hosam Abú Safiya, así como a los más de 350 sanitarios retenidos por el Ejército israelí «sin presentar cargos legales claros ni transparencia sobre su situación», por lo que han pedido «garantías legales efectivas que aseguren» su protección «frente a las violaciones y la tortura».
En abril de 2025, el Centro Internacional de Justicia para los Palestinos, la Fundación Hind Rajab y Global Legal Action Network escribieron al fiscal general del Reino Unido para solicitar una orden de arresto contra el ministro de Asuntos Exteriores israelí, Gideon Sa'ar, por el ataque al hospital Kamal Adwan y la detención de Abu Safiya.
En junio de 2025, varias organizaciones, incluidas Human Rights Watch y MedGlobal, publicaron una carta conjunta pidiendo la liberación de los trabajadores de la salud de Gaza y Cisjordania detenidos por Israel, incluidos Abu Safiya y otros cinco empleados de MedGlobal.